# Inibina
A inibina é uma proteína (hormônio) produzida pelos testículos no homem e pelos folículos ovarianos na mulher, cuja função principal é a inibição da produção de Hormônio folículo-estimulante(FSH) pela hipófise. É antagonista (tem efeito oposto) da activina. Existem dois tipos: Inibina A e Inibina B.
Como o excesso de testosterona e estrógeno aumentam o risco de tumores, a inibina é importante para evitar tumores. A falta de inibina serve como sinal diagnóstico de câncer de ovário.

## Na mulher
A inibina é sintetizada pelas células da granulosa dos folículos ovarianos, tem a acção inibidora especifica sobre o FSH tanto na mulher como no homem (feedback negativo). Este hormônio é ainda responsável pelo controle na produção de testosterona.

### Na gestação
Como a concentração de inibina-A é aumentada no sangue de mulheres com um feto com Síndrome de Down, inibina-A está incluído nos testes de triagem de soro materno para identificar a Síndrome de Down no segundo trimestre da gravidez.

## No homem
No homem, a inibina é secretada pelas células de Sertoli e também apresenta um efeito de retroalimentação negativa (resposta inibitória) produção de FSH pela hipófise. Andrógenos estimulam sua secreção. Não inibe a produção de GnRH pelo hipotálamo.